# Erythrodiplax abjecta
Erythrodiplax abjecta – gatunek ważki z rodziny ważkowatych (Libellulidae). Występuje w górach Ameryki Południowej i Centralnej – od Ekwadoru i Wenezueli po Kostarykę.